# Wäldershub
Wäldershub este un sat cu 270 loc. (2007) situat la marginea de sud a regiunii  Frankenhöhe între Crailsheim și Dinkelsbühl. El aparține în prezent de comuna Fichtenau districtul Schwäbisch Hall din landul Baden-Württemberg, Germania.
Coordonate: 49° 5′ 6.7″ N, 10° 11′ 10.7″ E